# Where Do Broken Hearts Go (bài hát của One Direction)
Đây là bài viết về một bài hát của One Direction. Về bài hát cùng tên của Whitney Houston, xin xem bài Where Do Broken Hearts Go
"Where Do Broken Hearts Go" là một đĩa đơn quảng bá được thu âm bởi ban nhạc nam người Anh-Ireland One Direction.

## Sáng tác và sản xuất
Bài hát được viết bởi hai thành viên Harry Styles và Louis Tomlinson của One Direction cùng với Theodore Geiger, Julian Bunetta, Ali Tamposi và Ruth-Anne Cunningham. Nó được sản xuất bới Teddy Geiger, Julian Bunetta và Pär Westerlund.

## Phát hành và quảng bá
Bài hát được phát hành như là một trong số các đĩa đơn quảng bá từ album phòng thu thứ tư của One Direction, Four vào ngày 11 tháng 11 năm 2014. Bài hát cũng xuất hiện trên kênh VEVO của One Direction dưới dạng một video chỉ chứa phần thu âm.
Trước ngày phát hành của album Four 1 tuần, ba thành viên của nhóm là Louis Tomlinson, Liam Payne và Niall Horan đã đăng tải một video dài 12 giây trên trang Twitter của nhóm giới thiệu về việc đặt trước "Where Do Broken Hearts Go" trên iTunes. Sau đó, thành viên Zayn Malik của nhóm cũng đã chia sẻ trên trang Twitter cá nhân rằng anh thích bài hát này.

## Vị trí trên các bảng xếp hạng
| Bảng xếp hạng (2014)                   | - Vị trí - cao nhất |
| -------------------------------------- | ------------------- |
| Áo (Ö3 Austria Top 40)                 | 58                  |
| Cộng hòa Séc (Singles Digitál Top 100) | 57                  |
| Pháp (SNEP)                            | 88                  |
| Ireland (IRMA)                         | 69                  |
| Tây Ban Nha (PROMUSICAE)               | 39                  |
| Anh (OCC)                              | 47                  |
| Mĩ (Billboard Hot 100)                 | 88                  |